# Laudun
Laudun (en occità Laudun, en francès Laudun-l'Ardoise) és un municipi francès situat al departament del Gard i a la regió d'Occitània. L'any 1999 tenia 5.127 habitants.